# Эрдем, Эрен
Эрен Эрдем (тур. Eren Erdem, род.14 августа 1986) — турецкий политик, депутат парламента Турции от Республиканской народной партии. Получил известность в декабре 2015 года, опубликовав документы с фактами о связи турецкого правительства с боевиками ИГ. Прокуратура Анкары инициировала расследование в отношении Эрена Эрдема по обвинению в государственной измене.

## Биография
Родился 14 августа 1986 года в стамбульском районе Фатих. Начальное и среднее образование получил в Стамбуле. Написал восемь книг.
В июне 2015 года был избран членом Великого национального собрания от республиканской народной партии. В ноябре того же года был переизбран. Не был переизбран на следующих парламентских выборах, прошедших в июне 2018 года, вследствие этого потерял депутатскую неприкосновенность и летом 2018 года был арестован по обвинению в «пособничестве терроризму».

### Личная жизнь
Женат, один ребёнок. Владеет английским языком.